# Bab Jedid

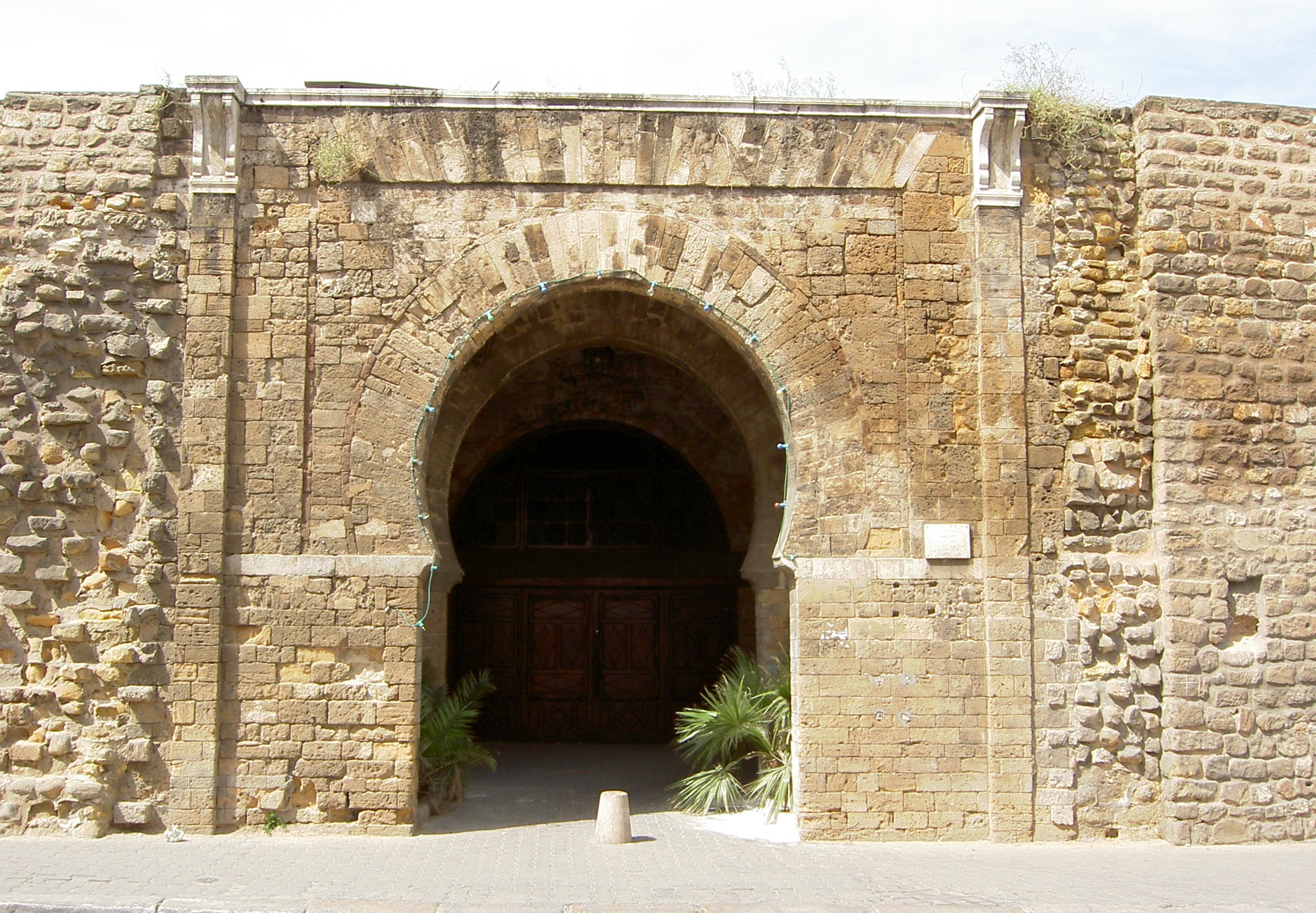
De Bab Jedid in 2008.

De Bab Jedid (Arabisch: باب الجديد; ook gespeld als Bab Djedid of Bab Jdid) is een stadspoort aan de rand van de Tunesische hoofdstad Tunis. De naam van de poort wordt letterlijk vertaald als de Nieuwe Poort en is waarschijnlijk onder het bewind van de Hafsid sultan Yahya Hafsid gebouwd omstreeks 1278.
De straat leidt naar een marktplein waar vooral smeden aan het werk zijn. Het bouwwerk wordt daarom in de volksmond ook wel de Poort naar de smeden genoemd. In dezelfde straat ligt het hoofdkantoor van de Tunesische voetbalclub Club Africain.